# Train (film)
Pour les articles homonymes, voir Train (homonymie).
Pour plus de détails, voir Fiche technique et Distribution.
Train est un film d'horreur américain réalisé par Gideon Raff, sorti en 2008 et inédit dans les salles françaises.

## Synopsis
Un groupe de jeunes sportifs américains sillonnent l'Europe de l'Est pour des compétitions de lutte. Arrivant en retard en gare pour partir à Odessa, ils acceptent l'invitation d'une jeune femme qui leur propose de monter dans son train. Malheureusement, ce train sert de base à une bande de truands sadiques faisant du prélèvement d'organes. Et quoi de mieux que de jeunes sportifs en pleine forme pour prélever ce dont on a besoin...

## Fiche technique
- Titre : Train
- Réalisation : Gideon Raff
- Scénario : Gideon Raff
- Musique : Michael Wandmacher
- Costumes : Djanina Baykoucheva
- Producteur : Les Weldon, Danny Lerner
- Format : Couleur - 1.85 : 1 - Dolby Digital
- Pays d'origine :  États-Unis
- Langue : anglais
- Genre : Horreur, gore
- Durée : 94 minutes
- Dates de sortie :
  -  16 octobre 2008
  -  10 février 2010 directement en DVD
  -  2 mai 2009
- Film interdit aux moins de 18 ans lors de sa sortie vidéo en France.

## Distribution
- Thora Birch : Alex
- Gideon Emery : Willy
- Kavan Reece : Sheldon
- Derek Magyar : Todd
- Gloria Votsis : Claire
- Todd Jensen : Coach Harris